# 華光社區

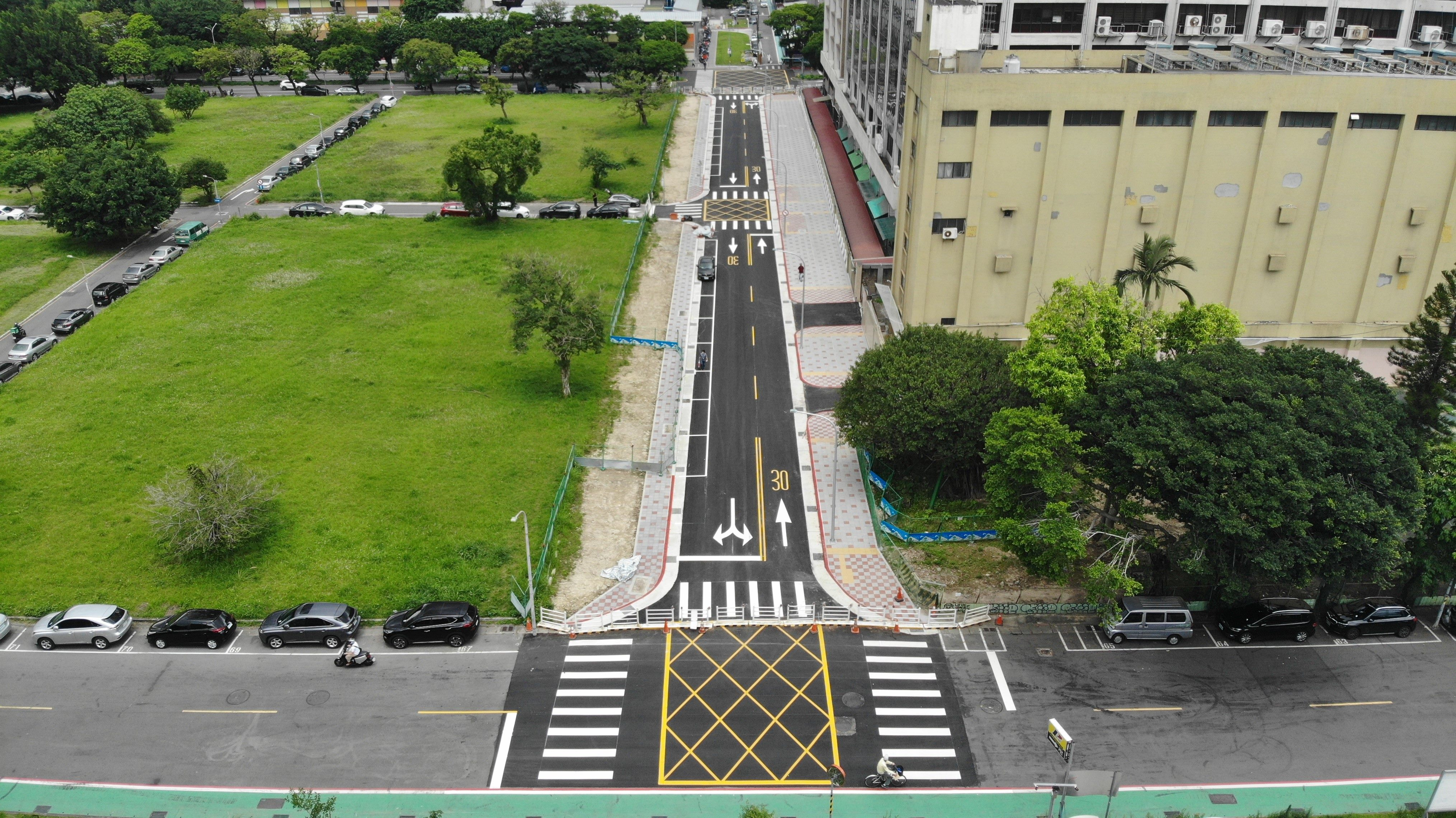
華光社區部分空拍，右側建物為中華郵政愛國大樓，左側空地為待開發之國有地。

華光社區是一處曾位於台灣台北市大安區的都市開發計畫區（總面積約有12.49公頃）之社區。位於中正紀念堂東南方，杭州南路、金山南路、金山南路2段30巷、金華街之間的區域，為大安區與中正區交界處。計畫範圍內屬於國有土地，但長期以來允許違建戶存在。在違建戶全數拆遷後，目前社區內特二用地作為南門市場改建期間中繼市場用地。
華光社區之土地屬於國有土地，管理單位為法務部。2007年底，行政院提出四大金磚計畫，欲開發華光社區為「台北華爾街」，因此開始對居民提告。其中該土地的違建戶被要求自行拆屋還地，繳交不當得利及土地使用補償金，並依法進行凍結帳戶、扣薪水1/3的強制執行。居民被罰的錢加上利息，從新臺幣數十萬到上千萬元都有。
華光社區違建戶主要有三類人口：第一是在國民政府抵台之前，就已居住於此的日治、清領時期居民；第二是跟隨來台的法務部員工，在法務部默許下自行搭建房舍者；第三為1950、1960年代的城鄉移民，他們買了社區的房子後，落腳於此。爭議的點就在於，部分違建戶的居住事實先於政府對違建的法律規範，且長期下來，政府對每一戶收取水電費用、發放門牌，甚至有少數住戶繳納房屋稅、營利事業稅，等於間接承認他們的居住事實。
政府的開發計畫亦不明朗，從2007年「台北華爾街」到2012年「台北六本木」，最後2013年卻說「台北六本木」要轉到仁愛路國防部空軍司令部舊址（原臺灣總督府工業研究所）開發。因此，華光社區拆遷後到底用途為何，社會大眾不知道、華光社區居民也不清楚；而政府始終也拿不出一個完整的規劃公諸於社會，因此一直無法驅逐佔有國有土地的違建戶。2017年5月3日，台灣人權促進會居住權倡議專員林彥彤說，華光社區拆遷說要蓋「台北華爾街」，華光社區原址至今還是草地，政府完全沒有居住權的概念。

## 歷史
1900年代，當時日本總督兒玉源太郎對台灣進行高壓統治，將臺北城內的清朝參府衙門略加修改，建造成臺灣總督府臺北刑務所，即台北監獄（1910年代完工并成立）。當時關的犯人，為普通犯人與當時的抗日分子。台北刑務所於日治時期為總督府對死刑犯的絞刑行刑所在，抗日名將羅福星即於此被日人絞殺（1914年3月23日），如今其遺蹟只剩北面與南面幾堵高牆，稱為臺北監獄圍牆遺蹟。
華光社區愛國東路170巷2號，為日治時期的武德殿，到了民國時期作為鄭彥棻住所，到現在的臨水宮（臨水夫人陳靖姑）。日治時期刑務所武德殿為宣揚武德的地方，明治時期日本創建「大日本武德會」，武道成為地方警察必修的功課。武德會透過警察系統推廣，在州、郡、市、街開始陸續興建武德殿，全台各地計約建築了70幾座武德殿，武德殿原建築大多是仿唐式建成。到1970年代後，房屋缺乏保養，被占據、屋頂漏水，地板潮濕發霉。之後失火燒掉，被法務部以鐵皮圍起禁止進入，現在成為堆放廢棄物的地方。
1963年，台北監獄、台北看守所搬遷，看守所與監獄人員有些則隨之搬遷到桃園、土城，向上級將華光社區的宿舍申請棄權，其所加蓋的房屋為親友介紹、轉賣。在彼此的默許下，私下交易將原先在院子空地搭蓋的房舍讓售。有些則申請退休仍舊住在華光社區。
1970年代後，台北市的都市成長對城鄉移民造成拉力，本地居民也因脫貧而移居他地。在移出與遷出的過程中，建物被多次轉賣、讓售。

## 在地店家
華光社區被迫拆遷其實裡面有不少知名老字號店，包括「碳烤老麵燒餅」、「大有車料」、「廖家牛肉麵」、「杭州小籠湯包」、「新鮮豆漿店」、「盛園燒餅油條」、「金華麵店」等店，然而現今全數店面已拆遷。

## 華光社區大火
- 中华民国97年（2008年）3月10日台北市愛國東路法務部舊宿舍「華光社區」於凌晨發生大火，經過半小時灌救才撲滅火勢，幸未造成人員傷亡。
- 中华民国100年（2011年）2月4日深夜位於台北市杭州南路的「華光社區」發生大火。[5][6]
- 中华民国102年（2013年）2月5日下午3點多位於杭州南路2段旁的木造房屋發生火警[7]

## 現有土地概況
華光社區土地所有者如下表
| 更新地區土地產權分配 | 面積 ( 公頃 ) | 比例（%） |
| -------------------- | ------------- | --------- |
| 公有                 | 7.12          | 57.01     |
| 私有                 | 5.37          | 42.99     |

華光社區使用分區面積及法定容積率與建蔽率如下表
| 使用分區   | 面積(平方公尺 ) | 佔總面積比例（%） | 容積率（%） | 建蔽率（%） |
| ---------- | --------------- | ----------------- | ----------- | ----------- |
| 住3-1(特)  | 6907            | 5.53              | 300         | 50          |
| 住3-1      | 6400            | 5.12              | 300         | 50          |
| 住3(特)    | 3436            | 2.75              | 225         | 45          |
| 住3        | 32735           | 26.20             | 225         | 45          |
| 電信用地   | 28180           | 22.55             |             |             |
| 郵政用地   | 23450           | 18.77             |             |             |
| 公園用地   | 884             | 0.71              |             |             |
| 變電所用地 | 902             | 0.72              |             |             |
| 道路用地   | 22047           | 17.65             |             |             |

2018 年，行政院同意租給台北市政府，為時三年，做為南門市場與東門市場改建時的，市場攤商暫時安置用地。

## 土地開發爭議
廣義的都市更新（英語：Urban renewal）是指都市內，因為早期欠缺城市規劃或是建築物日久失修，而作出全面或部份性的重新興建或整理及修緝計劃或工程。
在許多發展歷史相當悠久的城市，都需要透過市區更新來解決原有市中心功能萎縮的問題。但是在實行的同時，有時候也會有反對意見，華光社區安屬行政院列管之都市更新旗艦計畫。
現今華光社區為廣義的都市更新，其更新方法已非法律上或文林苑王家時提到的都市更新。華光社區目前並沒有個開發主體將土地買下並通過多數住戶同意而為法律上的都市更新，而是改由地上權轉移標售。具體實施方法為政府騰空土地上面的房屋等地上物，再將騰空的地上權轉移給財團。這過程中，財團只獲得地面上開發的權利，而無土地。因此亦不適用《都市更新條例》。

### 土地開發過程
- 華光社區自2000年起台北市政府公告劃定為都市更新地區。
- 2006年，民進黨陳水扁政府打算將這裡發展成金融及數位中心，行政院提出「四大金磚」計劃，包括「基隆火車站暨西二、西三碼頭」、「台北華光社區」、「台北南港高鐵沿線再開發」及「台鐵高雄港站及臨港沿線再開發」四處[10]。隨著政黨輪替、全球金融情勢的改變，當年所謂「四大金磚」計劃，目前已無下文[11]。
- 2007年10月3日至2007年11月1日公告公開展覽，於2007年10月16日召開公展說明會，並經臺北市政府都市計畫委員會於2007年11月14日第576次都市計畫委員會議[12]決議，內容如下：
  1. 申請單位應針對本計畫區變更後之發展願景與開發利用，以及對都市整體環境與都市風貌的改善與創造等，提出更詳細之說明與規劃。
  2. 本計畫範圍內之土地，俱為國有（法務部、台灣郵政公司）或前為公營之中華電信公司所有，其土地使用分區之變更回饋機制應如何處理？始能兼顧土地資源活化利用與公平原則，請市府再作協商評估後，提出說明及建議，供委員會審酌。
  3. 本案對於現住戶之拆遷安置，雖非本委員會權責，但深為社會大眾及居民關心，為利未來本計畫之順利推動，相關單位應提出配套計畫供瞭解。
  4. 本案因牽涉議題眾多，本次會議尚難形成共識，為利審議作業順利進行，本案另以召開討論會方式進行深入討論，俟達成共識後再提大會審議，並請申請單位針對本次會議各位委員、民眾及相關單位所提意見再作資料檢討與修正。
- 2009年7月14日臺北市政府都市計畫委員會第596次委員會議[13]決議：
  1. 計畫區北側計畫道路路寬並不一致（西段20公尺、東段12.74公尺），本案配合變更住宅區為道路用地，使北側道路路寬統一達20公尺，以順平路型。
  2. 計畫區西北側原擬由住宅區變更為商業區區域，分區名稱一併調整為「特定專用區」。
  3. 同意市府為整體環境景觀考量，將變電所用地變更為特定專用區，惟未來該特定專用區內仍應允許變電所設施使用，以維持地區供電需求。
  4. 本案涉及土地使用分區及用地變更，依規定應辦理回饋，相關文字請於主要計畫書內載明，至於詳細回饋內容，另於細部計畫再作規範。
  5. 計畫案名請配合審查決議修正。

並於2009年8月10日檢送內政部都市計畫委員會第762次會議紀錄通過。
- 2012年10月6日(六)行政院召集跨部會討論華光社區一案而有以下幾點決定
  1. 行政院為了拚經濟，推出「一周一亮點」，將台北市中正紀念堂旁的華光社區，從原本的台北華爾街計畫要轉變成台北六本木計畫，北市府與財政部同步進行都市計畫及委外先期規劃，預計將這塊土地，以設定地上權的方式來進行，打造成時尚不夜城[14][15]。。
  2. 在會中，財政部長張盛和則認為應蓋成杜拜月亮塔國際觀光飯店，成為台北新地標，區內也可容納商辦，還有複合式購物商場等。張盛和於2012年11月8號在立院表示：「華光特區是台北市中心的鑽石地，連同中華電信、中華郵政土地，面積共10公頃，財政部將力挺，若能開發完成，台北市形象將重大轉變」。[15]。
  3. 現任副總統吳敦義將華光社區改成BOT案[16]。
- 2012年11月開始履勘（量測）舊有違章建築，平均一戶花半個小時的時間，而每一戶都有不同的履勘公文[17][18]。
- 法務部矯正署表示：「監察院指示『對於華光社區違占戶，既無不能強制執行之理由，即應依法強制執行』」[19]，2012年11月開始履勘，預計12月31日前要夷為平地[20]，但2012年11月行政院秘書長陳士魁曾召開內部會議，討論華光社區、空總兩大開發案，最後拍板：華光社區牽涉都市更新，交給內政部營建署規劃。[21]

### 土地開發爭議
- 華光社區現住戶存在事實：現今房屋主體源起於日治時期既有建物[22](文判決文第四、(一)、4、(2)中提到金華街111號之12為35年間購買，也就是在之前就有此房屋)，為民間合意交付行為，於第一次土地重測(民43)之前，土地權證未立之前，合法取得依法轉移，臺灣臺北地方法院民事判決合法取得房屋，經北市府稅捐稽徵處核發房屋轉移契約書、契稅繳納書、房屋稅繳納義務人轉移，而這些居民居住至今。
- 當年在這裡的住戶，由於教育程度不高（當時許多人不識字），因此只登記了地上的房屋所有權，而沒有登記土地權，這也是日後爭議的起源，民國43年，華光社區登記為當年的台灣台北監獄，但此時上面的建物己存在，也是日後所謂的違章建築。
- 依「臺北市舉辦公共工程拆遷補償自治條例」第三條，華光社區是「舊有違章建築」(五十二年以前之違章建築)，又第七條規定，舊有違章建築按合法建築物重建價格百分之八十五計算拆遷處理費（補助費）[23]，然而，華光為國有土地，中央政府宣稱無法適用台北市該自治條例，因此對於華光社區長期居住此地的違建戶，實際上無須任何安置法條及政策。
- 《各機關經管國有公用被占用不動產處理原則》：政府在處理華光問題時，表面上依著民法，事實上更根本的是《各機關經管國有公用被占用不動產處理原則》的行政命令。該原則第1點列示政府機關遇到占用戶時，可以採取以下四種方式排除：1.協調占用者騰空遷讓；2.協調地方政府以違建拆除；3.訴訟排除；4.其他適當處理。其中訴訟排除又在第4點規定被占用時應依民法向居民索求不當得利，以及後續的土地使用補償金。同時更限制了一審前和解，才有權減免不當得利之數額。從華光社區以降，政府在面對該類占用戶時，都直接採取該訴訟手段。此外，《經濟、社會及文化權利國際公約》(ICESCR)也表示，縱使政府有正當理由遷移其人民，在遷移前仍須經協商。政府在華光案跳過協商直接進入訴訟程序的行為，顯然與經社公約的要求相違背。[24]。而縱使華光社區住戶屬於非常規住戶，但經社公約一般性意見仍認為正因非常規住戶居住權的權利比一般住戶更容易被政府假依法行政之名剝奪，非常規住戶更應該享有經社公約中的各種居住權保障。[25]
- 2013年的兩公約人權報告國際審查也對政府在華光案的訴訟手段提出批評。經社公約要求在遷離居民前，需先經過真誠的協商，政府有義務提出安置方案，並研究有無讓住民返回原地的可能，並針對居民因遷離所受的經濟或非經濟損失提出補償，甚至立法保障之，而強制遷離原則上並不受公約允許。而華光社區案被認為是台灣違反經社公約居住權保障的案例之一，審查專家在結論性意見第47至51段直接指明在紹興社區、華光社區、這類的戰後移民居住權保障，林口機場捷運 A7 站、都市更新議題還有無家可歸者(homeless)的照顧面，台灣政府存在許多尚待改進的地方，未達國際人權標準。[26]而學者也認為，兩公約內國法化以後已經具有一定的基本法性質，扮演國家施政綱領的角色。國家應該確保自己的施政不能跟兩公約標舉的精神相違，才能落實兩公約的人權保障功能。從上述見解可推論出法務部在華光案的訴訟策略如果與兩公約法理牴觸者，國家應即時停止此類行為。[27]

### 官員的說法
總統馬英九在2000年12月22日（擔任法務部長及台北市長時）曾到華光社區二次，並當場答應安置。並依照台北市自治條例及違章建築處理辦法，並由前法務部長陳定南於2001年6月13日即裁定將華光社區內建築戶交由台北市政主導辦理安置華光社區居民。
前行政院長劉兆玄指示前政務委員蔡勳雄權責按都市更新條例處理華光社區安置居民事宜。
前財政部次長許志堅後接手處理華光社區事宜，也裁示要在華光社區周遭蓋社會住宅安置華光社區居民。
前財政部長李述德接手華光社區案，亦也裁示要安置華光社區居民。
2010年3月22日上午，法務部長曾勇夫受訪關於華光社區時表示：「現在有些不合法的住戶、民眾住在華光社區，但他們（不合法的住戶）過去曾付出代價頂讓相關屋舍，法務部會就法律的角度考量，再做進一步的處置」。曾勇夫強調：「目前已指示總務司研究相關規定，法務部會依照法律規定審慎處理，但他也表示，「法律不外乎人情」，未來將以情理兼顧方式排除障礙，讓案件順利進行」。
前行政院秘書長林益世經馬總統裁示接手華光社區都市更新案，暨協調財政部、法務部、內政部、臺北市政府等部會，亦也裁示要安置華光社區居民（2012年5月12日）。
立法院長王金平於2011年8月23日（星期二）協調：成財政部迅速邀集政府部門召開會議優予處置住戶。
行政院長江宜樺於2013年3月12日在行政院會議表示：「居住權不包括違法占用戶」

### 居民抗議行動
- 2010年8月28日：華光社區居民舉辦「守護家園，就地安置」遊行活動，上百住戶請總統馬英九實踐承諾，不要將住戶趕出家園。[32]
- 2012年11月25日：華光社區都更案近百位居民，今天到法務部陳情，抗議政府黑箱作業，將原本的都更案改成BOT案。[33]
- 2012年12月12日：華光社區居民與聲援學生今天早上9時至12時，於金華街廖家牛肉麵店前舉辦「無聲的抗議-陪伴華光社區」靜坐活動。但華光社區土地所有權人法務部矯正署台北看守所已發出華光強制執行人員徵才訊息。[34]
- 2013年2月11日： 華光社區居民與聲援學生在馬英九回老家時，當場下跪陳情，要求停止迫遷、安置 [35]
- 2013年3月15日： 華光社區居民與聲援學生至行政院陳情，以兩公約反駁江宜樺聲稱「違建戶沒有居住權」，並要求停止強拆、協商安置[36]
- 2013年3月20日： 華光社區居民與聲援學生至法務部抗爭，要求停止三月底的強制執行、減免不當得利、協商安置[37]
- 2013年3月27日： 法務部於10:30開始拆除華光社區兩戶違建戶，聲援學生與居民排成人牆阻擋，喊出「反迫遷，要安置」、「強拆暴政、罰款殺人」等口號，但最後仍抵擋不了。在強拆的過程中執法的員警不僅阻礙記者拍攝，甚至對於試圖進行「反蒐證」的抗爭民眾，在攝影過程中也將他的相機搶走。讓民眾直呼：「真的太誇張了！」對於能不能對警方「反蒐證」，法務部曾在2012年底發布函釋認為，「民眾在員警值勤時，如非取得許可，不得自行蒐證」。經過民間團體的抗議，法務部將民眾蒐證範圍區分為「公開」與「非公開」，「公開」場合民眾可以進行蒐證。法務部檢察司檢察官蔡偉逸對此即表示，「強拆」過程屬於公開，民眾應可進行「反蒐證」。亦有立委要求法務部需要檢討「公開」與公「非公開」的區別標準，在解釋上有模糊的空間時，不可影響到人民的權利。[38][39]
- 2014年11月9日： 參加本年秋鬥的華光社區訪調小組等團體在民進黨中央黨部前抗議，華光社區訪調小組指出，現任民進黨推薦台北市長候選人柯文哲政策總監的張景森是當初台北市政府提出「台北華爾街」、「台北六本木」等圖利財團政策的幕後推手，華光社區因此遭全面拆除；但民進黨未派人回應抗爭，現場團體嘗試將「一副對聯」送入民進黨中央黨部，與警方發生推擠；但三鶯部落自救會顧問江一豪表示，其實這副對聯已經派人潛入民進黨中央黨部張貼成功[40]。
- 2015年4月8日：法院依妨害公務等罪判決參加2013年3月23間抗爭活動的學生林靖豪等人五十天拘役。檢方起訴林靖豪在當天深夜持麥克風，宣講反抗內容，並要求民眾聚集到圍籬前，高喊「反迫遷」等口號，而郭冠均等被告受上述言論煽動、竟破壞或翻越圍籬進入管制區推擠員警，造成員警受傷，檢方認為被告的行為逾越國家與兩公約對言論自由維護之最大限度範圍並進而起訴被告。縱然被告等人在法庭上抗辯彼此互不認識，都是自發性的參與抗爭，並非受煽惑而犯罪，但法院仍判決被告等人有罪。[41]

### 居民訴求與訴訟進程
安置訴求與訴訟進程
2012年11月，由華光社區居民所寫下的訴求「合理安置 停止訴訟加害」，主要表逹如下：
1. 許多住戶在此居住己過半個世紀，許多人從小就在這個社區長大。
2. 居民希望行政院與法務部能以人道的立場安置居民，居民協商對談，而不是直接給予居民訴訟壓力要求搬遷，沒有任何安置規劃。
3. 由社福單位進入社區，進行家訪及了解居民家庭經濟狀況、而給予居民搬遷所需之適當協助。

居民請求受合理安置的訴求嗣後也進入訴訟程序，然而上述訴求並沒有被法院所允許。居民於訴訟中提出的理由大致可整理如下：
華光地區居民屬於經濟社會文化公約第四號一般性意見所稱非正規住區之居民，從公約第11條及第4號、第7號一般性意見出發，應可推知非正規住區之居民於政府採取強制遷離措施時，應享有受適當安置權作為補償。又上述公約已經在台灣境內通過施行法，對有關單位具有拘束力，政府在遷離華光社區居民之時不但未先妥善磋商，又未研擬以其他替代方案取代拆遷的可能性，即突然向法院直接聲請強制執行，顯然牴觸上述公約要旨。綜上所述，居民向法院起訴請求要求政府履行安置義務。
被告法務部矯正署台北看守所則主張法律並未明確課予政府安置受強制遷離者的義務。其次縱使經濟社會文化公約已經內國法化，其條文文義仍有諸多模糊之處，不能作為獨立的請求權基礎，僅能作為督促政府達成確保人人有不斷改善之生活環境的宣示規定。
雙方纏訟至最高法院，最高法院仍然主張由於經濟社會文化公約的一般性意見雖提及政府有安置義務，但就如何提出安置方案的具體內容、安置人身分的選定、安置程度等等，依各國精舍狀況不同，允許有彈性跟個別化的標準。換言之，上述宣示規定仍有待內國將之明確化。但由於我國尚未對此擬定具體的請求權內容與要件規定，所以即使已經內國法化，也不能作為請求權基礎創設安置義務。是故被告拒絕安置華光住戶，也不會使華光住戶擁有公法上請求權課予被告義務，因而判決華光居民敗訴。
2013年，華光社區自救會與華光社區學生訪調小組的四點訴求：華光地區居民屬於經濟社會文化公約第四號一般性意見所稱非正規住區之居民，
1. 修改《各機關經管國有公用被占用不動產處理原則》，訂定具居住權、安置精神之公法
2. 提出安置計畫，妥善安置社區居民，確實履行兩公約之居住人權
3. 減免不當得利，及相關強制執行
4. 國有土地規劃應納入民間參與，反對政府黑箱作業

## 註記
1. ↑  由大安社區大學學員所繪製的華光社區Google Map，標示了該處珍貴的歷史之處。[4]